# Kamenica nad Cirochou
Kamenica nad Cirochou (bis 1927 slowakisch „Kamenica“; ungarisch Nagykemence) ist mit 2300 Einwohnern nach der Bezirksstadt Humenné die größte Gemeinde im Okres Humenné in der Ostslowakei.

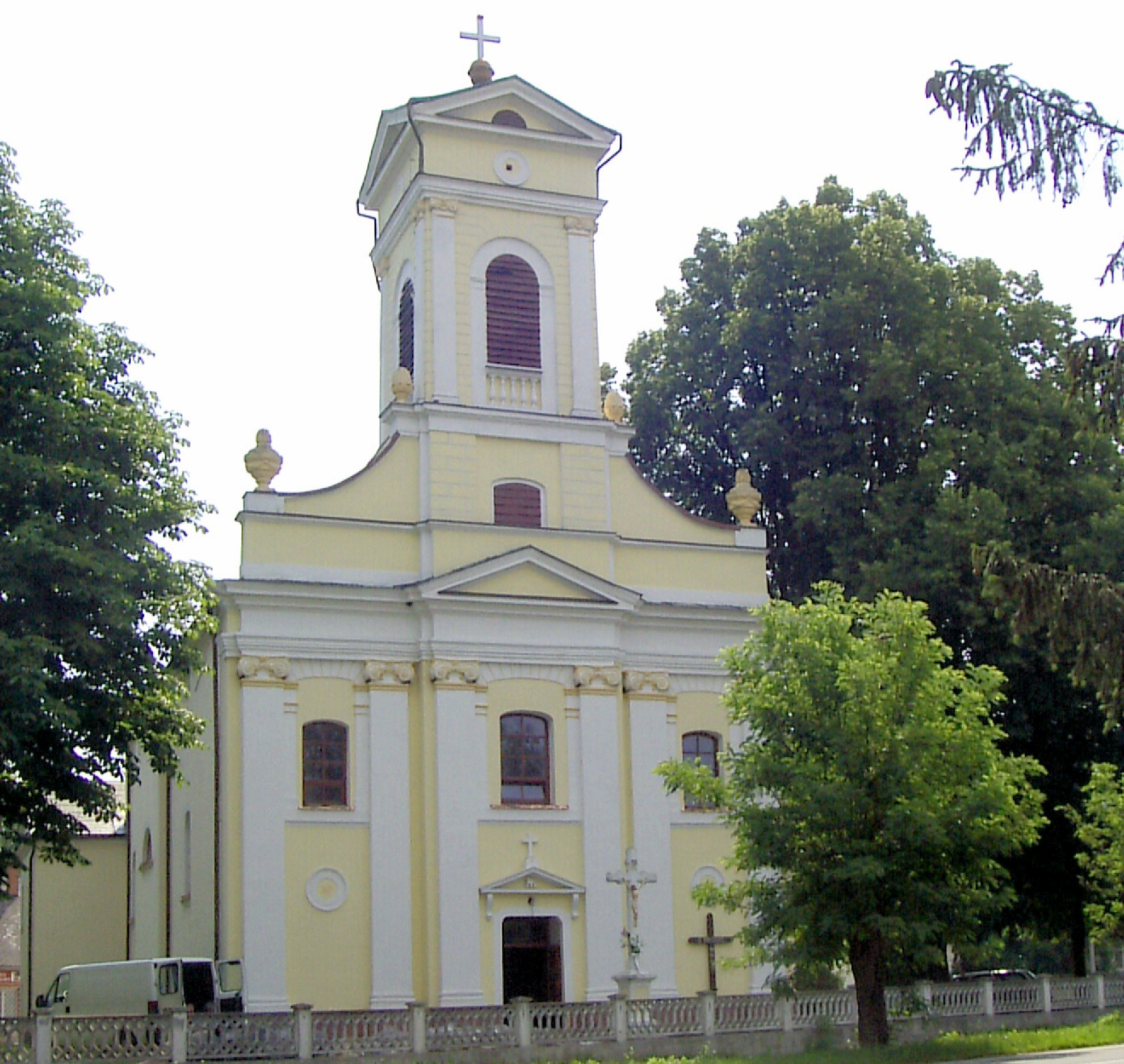
Römisch-katholische Kirche des Heiligen Stefan in Kamenica nad Cirochou

Die Gemeinde östlich von Humenné liegt im landwirtschaftlich intensiv genutzten Cirocha-Tal. Südöstlich erhebt sich das Vihorlatgebirge (Vihorlatské vrchy) mit dem namengebenden 1076 m hohen Vihorlat. Ein Teil der Gemarkung Kamenicas gehört zu einem militärischen Sperrgebiet, das den gesamten Westteil des Gebirges umfasst. Für den hier 1937 angelegten Truppenübungsplatz (Vojenský obvod Valaškovce) wurde die damals 49 Häuser zählende Gemeinde Valaškovce geschleift.
Die Fernstraße 74 von Humenné über Snina zur ukrainischen Grenze (Übergang Ubľa) führt durch Kamenica nad Cirochou, ebenso die parallel verlaufende Bahnlinie Humenné-Snina-Stakčín. Durch die günstige Verkehrsanbindung pendeln viele Einwohner der Gemeinde in die nahe Industriestadt Humenné.
Umgeben wird Kamenica nad Cirochou von den Nachbargemeinden Rovné im Norden, Modra nad Cirochou im Osten, Kamienka im Süden, Hažín nad Cirochou im Westen sowie Lackovce im Nordwesten.
Der Ort wurde im Jahr 1451 erstmals schriftlich erwähnt. Die Kirche entstand 1782.
In Kamenica nad Cirochou leben fast ausschließlich Slowaken. 92 % der Einwohner bekennen sich zur Römisch-katholischen Kirche, 5 % sind Griechisch-katholische Christen.

## Bevölkerung
| Jahr                | 1994 | 2004    | 2014    | 2024    |
| ------------------- | ---- | ------- | ------- | ------- |
| Anzahl der Personen | 2208 | 2335    | 2388    | 2305    |
| Unterschied         |      | +5,75 % | +2,26 % | −3,47 % |

| Jahr                | 2023 | 2024    |
| ------------------- | ---- | ------- |
| Anzahl der Personen | 2287 | 2305    |
| Unterschied         |      | +0,78 % |

## Belege
1. ↑  Hustota obyvateľstva - obce [om7014rr_obc=AREAS_SK, v_om7014rr_ukaz=Rozloha (Štvorcový meter)]. Statistical Office of the Slovak Republic, 31. März 2025, abgerufen am 31. März 2025 (slowakisch).
2. ↑  Počet obyvateľov podľa pohlavia - obce (ročne) [om7101rr_obce=AREAS_SK]. Statistical Office of the Slovak Republic, 31. März 2025, abgerufen am 31. März 2025 (slowakisch).
3. ↑  Statistikportal MOŠ (Seite nicht mehr abrufbar, festgestellt im April 2018. Suche in Webarchiven)  Info: Der Link wurde automatisch als defekt markiert. Bitte prüfe den Link gemäß Anleitung und entferne dann diesen Hinweis.
4. 1 2  Počet obyvateľov podľa pohlavia - obce (ročne) [om7101rr_obce=AREAS_SK]. Statistical Office of the Slovak Republic, 31. März 2025, abgerufen am 31. März 2025 (slowakisch).